# 海の日特別番組
『海の日特別番組』（うみのひとくべつばんぐみ）は、毎年7月の海の日に日本テレビ系列局（テレビ大分を除くNNS加盟全局）で放送されている、中京テレビ制作のドキュメンタリー番組。1998年から2011年までは『トヨタECOスペシャル』（トヨタ エコ スペシャル）として、冠スポンサーのトヨタ自動車の筆頭提供で放送されていた。

## 概要
環境問題をテーマにした特別番組で、毎回様々なタレントたちが世界各地を訪れ、現地で起きている環境破壊の現状と環境保全への取り組み、そして雄大な自然が持つ美しさなどをリポートする。2009年度・2010年度・2011年度の放送（第12回・第13回・第14回）では関ジャニ∞のメンバーがリポーターを務めていた。
番組タイトルが示す通り、この特番は冠スポンサーのトヨタ自動車を筆頭に複数社の提供（一社提供ではない）で放送されていた。2012年度の放送（第15回）は日産自動車の筆頭提供で放送されたが、同社は冠スポンサーにはならなかった。2013年度の放送（第16回）は大塚製薬の筆頭提供で放送された。2016年度（第19回）はアサヒ飲料（三ツ矢サイダー名義）の筆頭提供により『三ツ矢サイダーpresents』（みツやサイダープレゼンツ）として放送され、2017年度（第20回）と2018年(第21回)は『アサヒ飲料スペシャル』（アサヒいんりょうスペシャル）として放送されていた。2019年(第22回)は「サントリー presents」として放送された。
2020年は放送されなかった。
2021年は6月5日に「みんなでつくろう！地球の未来ストーリー」を放送した。

## 放送リスト
放送日時は全てJST。

### 第1回
- サブタイトル - 『恵みの海45億年伝説 黒潮&ペルー感動体験!地球大海流』
- 放送日時 - 1998年7月20日（月） 16:00 - 17:25
- リポーター - 浅野ゆう子、加藤晴彦、大河内奈々子

### 第2回
- サブタイトル - 『風の惑星 生命を守る息吹の大循環』
- 放送日時 - 1999年7月20日（火） 16:00 - 17:25
- リポーター - 宍戸開、石田ゆり子

### 第3回
- サブタイトル - 『豊海なる海をゆく!感動!地球さかな大紀行』
- 放送日時 - 2000年7月20日（木） 16:00 - 17:25
- リポーター - 赤井英和、伊達公子、財前直見

### 第4回
- サブタイトル - 『サンゴ大紀行 謎の海洋民族バジャウ』
- 放送日時 - 2001年7月20日（金） 16:00 - 17:25
- リポーター - 奥田瑛二、立河宜子

### 第5回
- サブタイトル - 『子供たちに残そう!美しい地球 赤道熱帯大紀行』
- 放送日時 - 2002年7月20日（土） 15:30 - 16:55
- リポーター - 赤井英和、酒井美紀

### 第6回
- サブタイトル - 『感動!地球大放浪 灼熱サハラ砂漠を行く 〜砂漠に消えた幻の楽園〜』
- 放送日時 - 2003年7月21日（月） 16:00 - 17:25
- リポーター - 赤井英和、加藤紀子

### 第7回
- サブタイトル - 『大河アマゾンを行く!海と森が出会う楽園』
- 放送日時 - 2004年7月19日（月） 16:00 - 17:25
- リポーター - 赤井英和、加藤紀子

### 第8回
- サブタイトル - 『生命の海に迫る危機!追跡!マグロ大回遊!!』
- 放送日時 - 2005年7月18日（月） 16:00 - 17:25
- リポーター - 赤井英和、加藤紀子

### 第9回
- サブタイトル - 『生命の海・地球縦断!深層大海流を追え!!』
- 放送日時 - 2006年7月17日（月） 16:00 - 17:25
- リポーター - 赤井英和、加藤紀子

### 第10回
- サブタイトル - 『天空から深海へ!地球大紀行!! 〜海の惑星 その危機と未来を追う〜』
- 放送日時 - 2007年7月16日（月） 16:00 - 17:25
- リポーター - 中村雅俊、成海璃子、中尾明慶

### 第11回
- サブタイトル - 『炭素大循環の謎を追え!地球一億年の大紀行!!』
- 放送日時 - 2008年7月21日（月） 14:55 - 16:20
- リポーター - 泉谷しげる、金子貴俊、知花くらら

### 第12回
- サブタイトル - 『地球不思議大紀行 生命の海の謎を追え!』
- 放送日時 - 2009年7月20日（月） 14:55 - 16:20
- リポーター - 村上信五（関ジャニ∞）、丸山隆平（関ジャニ∞）、安田章大（関ジャニ∞）[2]
- コメンテーター - 野口健、安藤美姫

### 第13回
- サブタイトル - 『奇跡の海を行く!僕たちの地球大航海』
- 放送日時 - 2010年7月19日（月） 14:55 - 16:20
- リポーター - 村上信五（関ジャニ∞）、丸山隆平（関ジャニ∞）、安田章大（関ジャニ∞）
- ゲスト出演 - 赤井つかさ（赤井英和と赤井の再婚相手の娘）

### 第14回
- サブタイトル - 『太陽が生んだ奇跡!灼熱!アフリカ大紀行』
- 放送日時 - 2011年7月18日（月） 14:55 - 16:20
- リポーター - 村上信五（関ジャニ∞）、丸山隆平（関ジャニ∞）、安田章大（関ジャニ∞）
- スタジオゲスト - 尾木直樹（教育評論家）、アヤカ・ウィルソン

### 第15回
- サブタイトル - 『地球の未来!緊急取材 「宮根誠司と考える!持続可能な世界とは」』
- 放送日時 - 2012年7月16日（月） 14:55 - 16:20
- リポーター - 渡部豪太・谷村美月・神木隆之介（旅人として出演）
- スタジオ出演 - 宮根誠司（司会）・長沼毅（生物学者、コメンテーターとして出演）

### 第16回
- サブタイトル - 『アジア各地を徹底取材「宮根誠司と考える!ニッポンの食の未来」』
- 放送日時 - 2013年7月15日（月） 14:55 - 16:20
- リポーター - 波岡一喜・星野真里・篠山輝信
- MC - 宮根誠司

### 第17回
- サブタイトル - 『「宮根誠司と考える!2050年地球の未来」僕らがもっと豊かになるために』
- 放送日時 - 2014年7月21日（月） 14:55 - 16:20
- リポーター - 多部未華子・篠山輝信
- MC - 宮根誠司

### 第18回
- サブタイトル - 『知られざる奇跡の海!ブラジル大紀行』
- 放送日時 - 2015年7月20日（月） 14:55 - 16:20
- 出演 - 多部未華子・加治将樹

### 第19回
- サブタイトル - 『水の惑星大冒険 澄み切った美しい水を求めてカリブ海から日本へ!』
- 放送日時 - 2016年7月18日（月） 14:55 - 16:20
- 出演 - 溝端淳平・高田純次・佐藤栞里[注釈 1]

### 第20回
- サブタイトル - 『これぞニッポンの海～美しい海に魅了された人たち～』
- 放送日時 - 2017年7月17日（月） 14:55 - 16:20
- 出演 - 山口達也（当時TOKIO）、山口智充、田中直樹（ココリコ）、国仲涼子、島谷ひとみ、小池一彦（海洋学者）、福田朋夏（フリーダイバー）、桝太一（当時日本テレビアナウンサー）

### 第21回
- サブタイトル - 『これぞニッポンの海～水の恵みと生きる人々～』
- 放送日時 - 2018年7月16日（月） 14:55 - 16:20
- 出演 - 小日向文世、若村麻由美、満島真之介、百田夏菜子（ももいろクローバーZ）

### 第22回
- サブタイトル - 『中京テレビ開局50年 サントリーpresents よみがえるニッポンの海』
- 放送日時 - 2019年7月15日（月） 14:55 - 16:20
- 出演 - ISSA、中村七之助、瀧本美織

### 第23回
- サブタイトル - 『Good for the Planet　みんなでつくろう！地球の未来ストーリー』
- 放送日時 - 2021年6月5日（土） 15:30 - 16:55
- 出演 - 山下健二郎、冨永愛

### 第24回
- サブタイトル - 『Good for the Planet　みんなでつくろう！地球の未来ストーリー』
- 放送日時 - 2022年6月4日（土） 15:30 - 16:55
- 出演 - 山下健二郎、冨永愛

### 第25回
- サブタイトル - 『Good For the Planet 地球の未来ストーリー 日本がつなげる世界のスマイル』
- 放送日時 - 2023年6月3日（土） 13:30 - 14:55
- 出演 - 山下健二郎、冨永愛

### 第26回
- サブタイトル - 『中京テレビ開局55年 沸騰！地球アツベンチャー 日本の未来を探す旅』
- 放送日時 - 2024年6月2日（日） 16:00 - 17:25
- 出演 - 林修、伊集院光、山之内すず、阿部凛、緒方敦、アリアナさくら

### 第27回
- サブタイトル - 『沸騰！地球アツベンチャー 日本の未来を探す旅』
- 放送日時 - 2025年6月8日（日） 15:00 - 16:25
- 出演 - 林修、田中卓志（アンガールズ）、ゆうちゃみ、阿部凛、緒方敦

## スタッフ
第21回
- 構成 - 塩沢航（第17回-）、河野有（第16-19,21回）
- リサーチ - 穐原明美（第16回-）
- CAM - 小谷智士（第19回-）、水谷元保（第20,21回）、山本敬太
- AUD - 林紘子
- ドローン - 福澤健二（第19回-）
- 編集 - 橋本治
- MA - 丸山輝幸
- 音効 - 小林洋介（第19回-）
- 技術協力 - EAT、スタジオWelt（共に第20,21回）
- CG - パークグラフィックス（第16回-）
- 映像協力 - 柿田川みどりのトラスト、札幌テレビ放送株式会社、静岡第一テレビ、北海道新聞社、クラブキッズ、日本水中映像 大塚友記憲
- 画像協力 - 富士山クラブ、沼津河川国道事務所
- 撮影協力 - 産地直送北海道、三島市商工観光課
- 編成 - 土屋健
- 広報 - 勝山美香
- AD - 遠渡美帆（第20,21回）、佐藤興達
- AP（第21回）- 増岡千恵子
- デスク - 松丸智美（第17回-）
- ディレクター - 川崎文平（第19回-）
- 演出 - 神農貴洋（第20,21回）
- プロデューサー - 簑羽慶（第20,21回）
- 制作協力 - Passion（第19回-）
- 製作著作 - 中京テレビ

### 過去のスタッフ
- 構成 - 川上伸一（第16,17,19回）、稲原誠（第16回）
- 監修（第19回）- 中村崇（琉球大学）、辰己勝（近畿大学）
- CAM - 安部安正、石田泰三、神尾淳（共に第16回）、久保田雅文（第16,17回）、轟修男（第17回）、花岡隆太（第17,18回）、柿内孝文、FABIO BORGES（共に第18回）金光利也、魚住司、湯本将司（共に第19回）
- AUD - 小村一俊、村本達弥（共に第16回）、尾形真宏、Olivier Charlot（共に第17回）、川井力（第17,18回）、坂本安章（第18回）、廣瀬あかり（第19,20回）、上竹大介（第20回）
- 編集 - 上野譲（第16-18回）、平井章浩（第19回）、針谷大吾（第20回）
- MA - 奴賀貴幸（第16回）、阿部哲也（第17回）、宝月健（第18回）、浅井豊（第19回）、神山幸久（第20回）
- 音効 - 今野直秀（第16回）、金子喜久夫（第17回）、北澤寛之（第18回）
- TK - 梅澤和世（第16-18回）、堀詩織（第19回）
- スタジオ技術 - ビデオスクエア（第17回、第16回は技術協力）、エクサインターナショナル（第20回）
- コーディネーター - ナンバーワンズ、LOCOMO、INTERNATIONAL KAMIL PRODUCTION（共に第16回）、カイエン、EURO MIRAI（共に第17回）、welcomepro（第18回）、相原修、宮本奈生子（共に第19回）
- 技術協力 - スウィッシュ・ジャパン（第16回）、IMAGICA（第16,18回）、共同テレビジョン、ビデオウイング（ビデオ→第17回はスタジオ技術）（共に第18回）、CTV MIDENJIN（第19回）
- 美術協力 - フジアール（第16,17,20回）
- 映像協力 - 高橋宣之（仁淀川）（第19回）
- 映像写真協力 - アフロ、アマナイメージズ（共に第17回）
- 取材協力 - ZE MARIA（第18回）、Blue Earth21都立大（都立大→第16回は協力）、しながわ水族館、プンタアレン観光組合、ビヒアチコ漁業組合、コムニティーツアー、SEMARNAT、メキシコ考古学庁、コスメル観光局、プラヤ パランカール（共に第19回）、マリンサービスあまん、黒潮の森マングローブパーク、瀬戸内町役場、広テレ、水産海洋技術センター（共に第20回）
- 協力 - ベトナム航空、インドネシア共和国大使館、学校法人加計学園、Dream Asia Pacific（共に第16回）、日本科学未来館（第17回）
- メイク - 藤原実保子、穴山友紀（共に第17回）、倉田明美（第18回）、菅野綾香、白水真佑子（共に第19回）
- スタイリスト - 水口佐智子、大井慎弥（共に第17回）、轟木節子（第17,18回）、志葉則行（第18回）、黒田領、鍋田由美（共に第19回）
- 編成 - 青木繁治（第16回）、家頭義輝（第17回）、川畑宏海（第18回）、内藤庸介（第19,20回）
- 広報 - 畑中美香（第17回）、前田哲平（第18回）、山田有吉（第16,19,20回）
- 営業（第17回）- 小松肇（第16,17回）、服部文吾（第17回）
- デスク - 山岸なお美（第16回）
- データ放送（第18回） - 小栗慎二郎
- AD - 西牟田志麻（第16回）、渡辺かおり（第17回）、中尾知熙（第18回）、宮沢芽衣（第19回）
- ディレクター - 小森博和、竹内千尋（共に第16回）、吾妻聖子（第17回）、伊坂力丸（第19回）
- 演出 - 吉原利一（第16,17回）、川名良和（第18回）、笠井知己（第16,17,19回、第18回はプロデューサー）
- プロデューサー - 深谷浩規、佐藤和之（共に第16,17回）、栄永英幸（第20回）
- チーフプロデューサー - 村井清隆（第20回、第19回はプロデューサー）